# Make Mine Music
Make Mine Music is een Amerikaanse tekenfilm uit 1946 van Walt Disney Feature Animation. Het was de achtste lange animatiefilm van Disney.
Net als de vorige drie tekenfilms − Saludos Amigos (1942), De Drie Caballeros (1944) en Vrij en Vrolijk (1947) − is Make Mine Music een voorbeeld van een package film; een film die als geheel geen centraal verhaal bevat, maar zelf bestaat uit een aantal losse filmverhaaltjes. Dit werd gedaan omdat Disney het tijdens de Tweede Wereldoorlog met een klein aantal tekenaars moest doen; veel van zijn tekenaars waren opgeroepen voor dienstplicht of moesten van de overheid meewerken aan propagandafilmpjes. Bovendien was Europa door de oorlog als afzetmarkt grotendeels weggevallen voor Disney. Om de studio die verantwoordelijk was voor de lange animatiefilms toch op de been te houden, werden er tot ca. 1950 een aantal van dit soort package films na elkaar gemaakt. Daarna zijn er nog incidenteel enkele nieuwe verschenen, vooral in de jaren 70.
In 1946 werd Make Mine Music vertoond op het filmfestival van Cannes.

## Verhalen
- The Martins and the Coys: over een familieruzie tussen de Martin-familie en de Coy-familie.
- Blue Bayou: de kraanvogel sluit zich aan bij een groep kraanvogels om samen naar de maan te vliegen.
- All the Cats Join In: enkele jongeren dansen op het ritme van Benny Goodman en zijn orkest.
- Without You: een liefdesballade gezongen door Andy Russell.
- Casey at the Bat: Jerry Colonna presenteert een gedicht over een baseballspeler die opeens slecht speelt.
- Two Silhouettes: Dinah Shore zingt terwijl twee balletdansers op het ritme van de muziek dansen.
- Peter en de wolf: Peter gaat een wolf vangen samen met een kat, een eend en een vogel.
- After You've Gone: muziekinstrumenten gedragen zich als mensen.
- Johnnie Fedora and Alice Blue Bonnett: de Andrews Sisters zingen over een herenhoed en een dameshoed die verliefd worden op elkaar.
- Willie de zingende walvis: Nelson Eddy vertelt het verhaal van een walvis die ervan droomt operazanger te worden, maar ervan beschuldigd wordt een operazanger ingeslikt te hebben.

## Stemrollen
| Acteur                | Personage | Deel                                    |
| --------------------- | --------- | --------------------------------------- |
| Nelson Eddy           | Verteller | The Whale Who Wanted to Sing at the Met |
| Dinah Shore           | Zang      | Two Silhouettes                         |
| Benny Goodman         | Muzikant  | All the Cats Join In/After You've Gone  |
| The Andrews Sisters   | Zang      | Johnnie Fedora and Alice Bluebonnet     |
| Jerry Colonna         | Verteller | Casey at the Bat                        |
| Sterling Holloway     | Verteller | Peter and the Wolf                      |
| Andy Russell          | Zang      | Without You                             |
| David Lichine         | Danser    | Two Silhouettes                         |
| Tania Riabouchinskaya | Danseres  | Two Silhouettes                         |
| The Pied Pipers       | Zang      | All the Cats Join In                    |
| The King's Men        | Zang      | The Martins and the Coys                |
| The Ken Darby Singers | Zang      | Blue Bayou                              |

## Prijzen en nominaties
In 1946 won de film op het filmfestival van Cannes een prijs voor beste animatie.